# 邝明
邝明（1914年1月9日—1983年7月23日），又名邝鲁直、邝达芳，汉族，广东斗门人，中国政治人物，曾任中国致公党中央常委兼秘书长、第五届全国政协委员。

## 生平
小名法维，香山县八区小濠涌村（今斗门镇小濠涌）人。幼丧父母，由伯父抚养。早年在澳门、石岐念小学、初中。民国21年（1932年）到广州念中学，与中山大学农学院学生饶彰风等创办地下刊物《天王星》，宣传抗日救国。民国22年（1933年）初，《天王星》第三期出版后，遭国民党政府查封，邝明被追捕逃往香港，复受特务跟踪，乃潜返家乡；旋赴广州改名邝鲁直，考入省立第一职业学校高级土木工程班，入学生自治会，担任宣传工作。邝明利用自治会刊物宣传抗日，在校内成立抗日剧社，与中山大学、培正中学剧社联合举办「一·二八」事变两周年纪念活动，演出抗日戏剧。其活动再次引起特务注意，遭到追捕而逃到香港。1934年夏转返家乡，与邝仲海创办健民小学，作为团结中山八区（今斗门县）进步青年进行抗日救亡活动的据点，并与邝任生等创办《八区青年》刊物。
民国26年（1937年），邝明在广州博济医院治疗，饶彰风委托他参与营救狱中同志，先后救出两批计10多人。翌年春，任《新华日报》广州分馆发行课主任，同年7月加入中国共产党。10月中旬参加《新华日报》桂林分馆的建馆工作，任发行课主任兼读者书店经理。皖南事变后，《新华日报》桂林分馆工作人员疏散，邝明撤往香港。民国31年（1942年）秋，抵重庆任《新华日报》发行课副主任。民国35年（1946年）7月，蒋介石发动全面内战。是年冬，邝明奉令赴延安，在西北新闻社《群众周刊》任秘书。翌年秋，调中国人民解放军西北军区后勤部任秘书、秘书处长，后随军南下。
建国初期，邝明任西南军政委员会财政秘书处长、办公室主任；后调任云南省财政厅副厅长、省财委秘书长；1954年调往北京，先后任粮食部、商业部办公厅副主任等职。
「文革」结束后，为加强党的统战工作，邝明被调任中国致公党第七届中央常委兼秘书长，并增补为第五届全国政协委员。1982年12月离休。1983年7月，因脑血栓突发，逝于广州。